# Wołowiec (powiat goleniowski)
Wołowiec (niem. Döringshagen) – wieś sołecka w Polsce, położona w województwie zachodniopomorskim, w powiecie goleniowskim, w gminie Nowogard.
| SIMC    | Nazwa   | Rodzaj  |
| ------- | ------- | ------- |
| 0780334 | Zatocze | kolonia |

W latach 1945–54 istniała gmina Wołowiec. W latach 1975–1998 miejscowość należała administracyjnie do województwa szczecińskiego.